# Сражение при Хартсвилле
Сражение при Хартсвилле (англ. The Battle of Hartsville) произошло 7 декабря 1862 года на севере штата Теннесси во время американской гражданской войны. Оно представляло собой небольшое столкновение между отрядами федерального генерала Роузкранса и рейдерами Джона Моргана незадолго до сражения при Стоун-Ривер.

## Предыстория
В начале декабря 1862 года Камберлендская армия генерала Роузкранса стояла в Нэшвилле и готовилась к наступлению на позиции противника у Мурфрисборо. Командующий Теннессийской армией генерал Брэкстон Брэгг решил организовать набег в тыл федеральной армии и приказал полковнику Джону Моргану отправиться в рейд по тылам Роузкранса. Морган выступил 6 декабря из Баярдс-Милл. В распоряжении Моргана было четыре кавалерийских полка (ими командовал Бэзил Дюк), а также 2-й, 9-й кентуккийские и 18-й теннессийские пехотные полки и батальон техасских рейнджеров. Морган так же взял с собой восемь орудий. Всего его армия насчитывала 2100 человек. Пройдя по морозу 40 миль, отряд ночью вышел к реке Камберленд. Пехота переправилась у Уотсонс-Лендинг, воспользовавшись двумя лодками некоего Оливера Диксона, который впоследствии был отправлен федералами в тюрьму за это содействие. Между тем у Бэзила Дюка возникли проблемы с обнаружением брода, и только в 03:00 7 декабря он сумел переправить кавалерию. Всю артиллерию, один кавалерийский полк и два пехотных пришлось оставить на берегу, и отряд Моргана сократился до 1300 человек.
Целью Моргана был город Хартсвилль, в котором стояла 39-я бригада Камберлендской армии под командованием полковника Абсалома Мура численностью около 2 400 человек.

## Сражение
7 декабря в 05:30 Морган прибыл в Хагерс-Шоп — место в 2 милях от федерального лагеря. Здесь он встретил кавалерию Дюка. Южанам удалось без шума захватить наблюдательный пост противника, но пикеты все же подняли тревогу и федеральная бригада начала строиться в боевую линию. Моргана встретили три полка: 106-й огайский, 108-й огайский и 104-й иллинойсский. Противника оказалось существенно больше, чем предполагал Морган, но он решил не отменять атаку. В 06:45 люди Моргана пошли в атаку.
Мур построил 108-й огайский и 13-й индианский на правом фланге, 104-й иллинойсский в центре, а 106-й огайский на левом фланге. У Моргана левый фланг заняла спешенная кавалерия, правый — пехота, а артиллерия открыла огонь с другой стороны реки. Первым дрогнул и отступил 106-й огайский, что повлекло за собой отступление 108-го огайского. Дольше всего держался 104-й иллинойсский. Он понес большие потери, пока наконец не узнал, что полковник Мур сдался.
В плен попало около 1800 солдат противника, три полковых знамени и 1800 ружей, а также два нарезных орудия. Морган погрузил добычу в брошенные федералами повозки и направил их к Хартс-Ферри. В это время пикеты донесли о приближении отряда противника численностью около 5000 человек. Морган велел Дюку провести демонстрацию и задержать противника, и под его прикрытием отступил на свой берег реки, оставив только трех тяжело раненых.

## Последствия
Полковник Мур был уволен из армии после этого сражения, а Морган наоборот, получил звание бригадного генерала. Президент находился в это время около Мурфрисборо и сообщение о повышении передал Моргану лично.